# Theo Kingma
Theodorus (Theo) Kingma (Amsterdam, 25 februari 1967 – Los Angeles, 21 maart  2025) was een Nederlands fotograaf, grotendeels werkzaam in de Verenigde Staten.
Hij was zoon van Nel en Henk Kingma.
Zijn loopbaan richting fotografie begon bij de film. Hij was productieassistent bij diverse Nederlandse films, maar kreeg een internationale kans bij Vincent & Theo van Robert Altman. Kingma vertrok naar de Verenigde Staten. Vanuit Hollywood schreef hij wel voor Hitkrant. In Hollywood sloot hij zich aan bij de Hollywood Foreign Press Association en kon zodoende tal van evenementen fotograferen die te maken hadden met film. Zo schoot hij foto’s tijdens premières, persconferenties etc. Hij werd er (HFPA) ook op bestuurlijk vlak actief; hij was bestuurslid en tussen 2013 en 2015 voorzitter. In die functies regelde hij bezoeken aan de comic-cons in San Diego (Californië) en wist interviews te regelen bij Lech Wałęsa, Julian Assange en Niki Lauda.
Als fotograaf was hij jarenlang betrokken bij het stemmen voor het toereiken van de Golden Globe, bij welke instantie hij ook betrokken was bij de door hun ondersteunde liefdadigheidsbijdragen, waaronder dat voor de film- en televisieopleiding aan het Los Angeles City College. Op ander fotografisch gebied was hij eveneens actief zoals bij de tentoonstellingen van World Press Photo in Beverly Hills.
- International Standard Name Identifier: 0000 0003 8832 7544
- Nederlandse Thesaurus van Auteursnamen: 142039187
- Virtual International Authority File: 281434845